# Pribislavec
Pribislavec je vesnice a opčina v Chorvatsku v Mezimuřské župě. V roce 2001 zde žilo 2 929 obyvatel. Opčinu tvoří jediné sídlo - Pribislavec.